# Rise and Fall, Rage and Grace
Rise and Fall, Rage and Grace är det åttonde studioalbumet av gruppen The Offspring. Det var bandets första studioalbum på fyra och ett halvt år och det drabbades av flera förseningar sedan frontmannen Dexter Holland först tillkännagav albumet 2004. Rise and Fall, Rage and Grace tog i sig ett och ett halvt år att spela in, vilket är den längsta tiden The Offspring någonsin lagt på att skapa ett studioalbum. Även om den före detta trumslagaren Adam "Atom" Willard (som lämnade bandet i juli 2007) fortfarande var en medlem i The Offspring under början av inspelningen av detta album spelade en annan trumslagare, Josh Freese, in låtarna. Detta hade Freese även gjort på det tidigare albumet Splinter, sedan Ron Welty hoppat av bandet. Från början var det tänkt att inspelningen av Rise and Fall, Rage and Grace skulle påbörjas under hösten 2005.
Den första singeln, "Hammerhead", släpptes i början av maj 2008 och det var låten som bandet framträtt med i Japan 2007 och i Australien 2008. Andra låtar som bandet har framfört live innan lanseringen av albumet var "Half-Truism" och "You're Gonna Go Far, Kid". Bandet själva laddade även upp material på YouTube som visar Holland, Noodles och Freese när de spelar in låten "Trust in You". Den 22 april 2008 bekräftades albumets låtar av Rocksound Magazine. De fem spekulerade låtarna ("Hammerhead", "Takes Me Nowhere", "Fix You", "Stuff Is Messed Up" och "Half-Truism") var alla med. The Offspring bekräftade sedan låtlistan på sin webbplats två dagar efter. Hela albumet fanns på bandets Imeem-sida från den 9 juni 2008 och samma dag hade musikvideon till singeln "Hammerhead" premiär på IGN.com. "You're Gonna Go Far, Kid" handlar om en person som har hamnat utanför i samhället och som får utstå mobbning på grund av detta. För albumet skrev Holland ytterligare åtta låtar, som aldrig färdigställdes.
Holland var till en början tveksam att arbeta med Bob Rock, i och med att han tidigare hade producerat bland annat Metallicas The Black Album och Holland ville inte att The Offspring skulle låta som Metallica. Holland har sagt att Rise and Fall, Rage and Grace innehåller färre "galna" låtar än bandets tidigare album, men att han ansåg att alla låtar istället var bra rakt igenom. Mycket tid lades på att arbeta med låtarnas refränger. Holland tyckte det var viktigt att The Offspring förmedlade "glädje och adrenalin" i låtarna på Rise and Fall, Rage and Grace.
Epitaph släppte i juni 2008 en remasterutgåva av Ignition och Smash, på samma dag som Rise and Fall, Rage and Grace lanserades i USA.
Rise and Fall, Rage and Grace vann en California Music Award 2009 i kategorin Outstanding Alternative Album och nominerades till en OC Music Award i kategorin Best Album samma år, men förlorade till Venus Infers The Truth (About Venus Infers).
Holland har sagt att "Stuff Is Messed Up" är en skildring av hur negativ världen ser ut, enligt honom, och låten kom senare att inspirera albumtiteln Let the Bad Times Roll.

## Albumnamn och förpackning
Albumets titel är uppdelad i två separata meningar: Rise and Fall och Rage and Grace. Redan på The Offsprings föregående studioalbum, Splinter, hade meningen "for all the rising and falling, there's nothing to show" förekommit i låten "Lightning Rod". På detta album finns låten "Rise and Fall", där orden "rise" och "fall" förekommer upprepade gånger i olika meningar. I låten "Fix You" finns meningen "she wakes up, rage and grace, pulling me closer, pushing away", som hänvisar till den andra delen av albumets titel. Enligt Holland summerar titeln Rise and Fall, Rage and Grace låttexterna på albumet och hur musiken är både högljudd och lugn på sina ställen.
På framsidan syns en fjättrad änglalik ande, som försöker bryta sig loss från sina kättingar. Enligt Noodles kan framsidan tolkas som ett försök att uppnå andlig frihet, men där detta inte är helt möjligt. Han nämnde att det ibland är svårt att följa ens inre röst, bland annat på grund av samhällets normer och lagar.

## Lansering och marknadsföring
Datum för när albumet släpptes runt om i världen.
| Datum (2008) | Plats                                                                            |
| ------------ | -------------------------------------------------------------------------------- |
| 9 juni       | Internet                                                                         |
| 11 juni      | Japan                                                                            |
| 13 juni      | Grekland Irland Italien Nederländerna Schweiz Tyskland Österrike                 |
| 14 juni      | Australien                                                                       |
| 16 juni      | Belgien Danmark Frankrike Norge Polen Portugal Storbritannien Sydafrika Tjeckien |
| 17 juni      | Brasilien Kanada Spanien USA Asien Latinamerika                                  |
| 18 juni      | Finland Sverige                                                                  |

## Mottagande och eftermäle
Holland har sagt att han var nöjd med det mottagande Rise and Fall, Rage and Grace fick, både av recensenterna och av fansen.
Den 16 juni 2023 lanserades Rise and Fall, Rage and Grace i en 15th Anniversary Edition på LP. På denna utgåva var svordomarna i "You're Gonna Go Far, Kid", "Nothingtown" och "Stuff Is Messed Up" censurerade, vilket bandmedlemmarna var ovetandes om vid lanseringen. De meddelade kort därefter att de arbetade tillsammans med Round Hill Records för att lösa detta och lansera en utgåva med svordomarna intakta.

## Låtlista
Alla låtar är skrivna och komponerade av The Offspring, om inte annat anges. 
| Nr  | Titel                         | Längd |
| --- | ----------------------------- | ----- |
| 1.  | Half-Truism                   | 3:36  |
| 2.  | Trust in You                  | 3:09  |
| 3.  | You're Gonna Go Far, Kid      | 2:58  |
| 4.  | Hammerhead                    | 4:41  |
| 5.  | A Lot Like Me                 | 4:28  |
| 6.  | Takes Me Nowhere              | 3:00  |
| 7.  | Kristy, Are You Doing Okay?   | 3:42  |
| 8.  | Nothingtown                   | 3:30  |
| 9.  | Stuff Is Messed Up            | 3:32  |
| 10. | Fix You                       | 4:19  |
| 11. | Let's Hear It for Rock Bottom | 4:05  |
| 12. | Rise and Fall                 | 2:59  |

| 13. | O.C. Life (skriven av Rikk Agnew) | 2:53 |